# Ballyvourney
Ballyvourney (iriska: Baile Bhuirne) är en by i sydvästra Cork i Munster på Irland.